# Kékkút
Kékkút ist eine ungarische Gemeinde im Kreis Tapolca im Komitat Veszprém.

## Geografische Lage
Kékkút liegt zehn Kilometer südöstlich der Stadt Tapolca und vier Kilometer vom nördlichen Ufer des Balaton entfernt. Nachbargemeinden sind Salföld, Mindszentkálla, Kővágóörs und Káptalantóti.

## Geschichte
Archäologische Funde belegen, dass es dort schon zur Römerzeit eine Siedlung gab. Der Ort wurde bereits 1338 schriftlich erwähnt. 1923 wurde die Heil- und Mineralwasserfabrik Kékkúti Gyógy- és Ásványvíz Rt. gegründet. Bis 1950 gehörte der Ort zum Komitat Zala. Die Grundschule wurde 1977 geschlossen, so dass die Kinder des Ortes seitdem die Schule in der Nachbargemeinde Kővágóőrs besuchen müssen.

## Infrastruktur
In Kékkút gibt es Kindergarten, Kulturhaus, Bücherei, Bürgermeisteramt und eine römisch-katholische Kirche. Eine besondere Bedeutung hat die Theodora-Mineralwasserfabrik, deren Wässer landesweit vertrieben werden.

## Sehenswürdigkeiten
- Heimatmuseum (Tájház), in einem reetgedeckten Haus aus dem 18. Jahrhundert (denkmalgeschützt)
- Mineralwasserbrunnen
- Naturlehrpfad Theodora tanösvény
- Pietà
- Römisch-katholische Kirche Szent Dömötör, erbaut 1716 (Barock)
- Steinkreuze
  - Lájer-Csik-Kreuz (Lájer-Csik-kereszt), das József Lájer und seine Frau Anna Csik 1922 errichten ließen
  - Mészáros-Horváth-Kreuz (Mészáros-Horváth-kereszt), das István Mészáros und seine Frau Julianna Horváth errichten ließen, vor dem Eingang zum Friedhof
  - Sárközi-Varga-Kreuz (Sárközi-Varga-kereszt), das János Sárközi und seine Frau Anna Varga 1865 errichten ließen
  - Steinkreuz neben der Kirche (Templom-kereszt) aus dem 19. Jahrhundert
- Weltkriegsdenkmal (Hősök emlékműve), erschaffen von Imre Veszprémi

## Verkehr
Durch Kékkút verläuft die Nebenstraße Nr. 73133. Der nächstgelegene Bahnhof befindet sich vier Kilometer südlich in Ábrahámhegy.

## Bilder

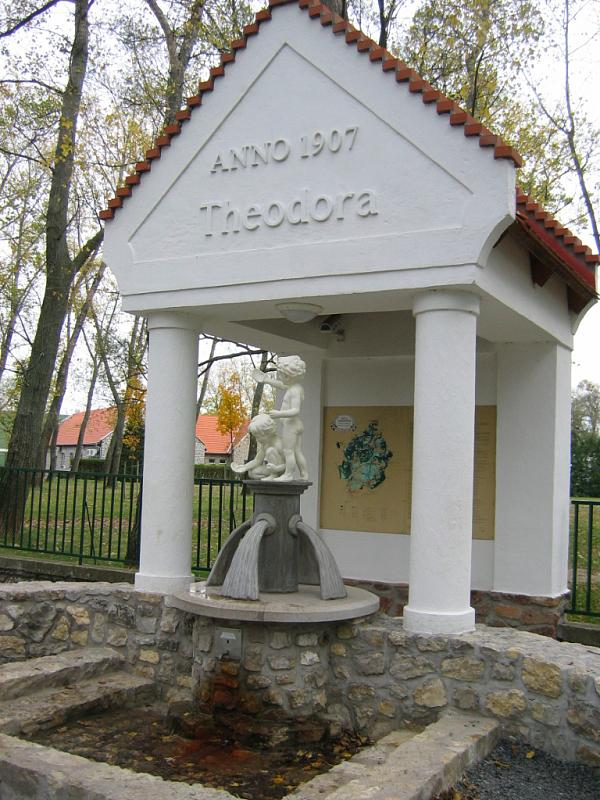
Theodóra-Brunnen
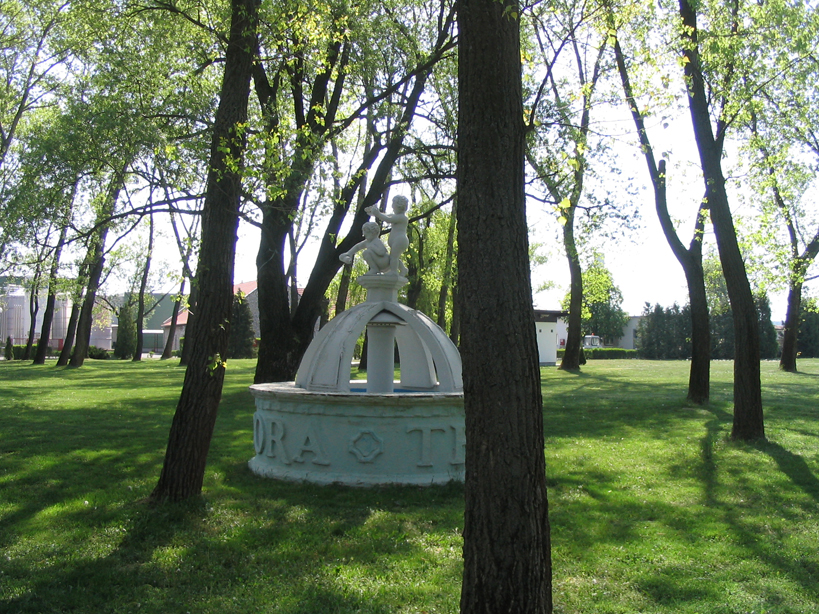
Brunnenskulptur der Mineralwasserfabrik
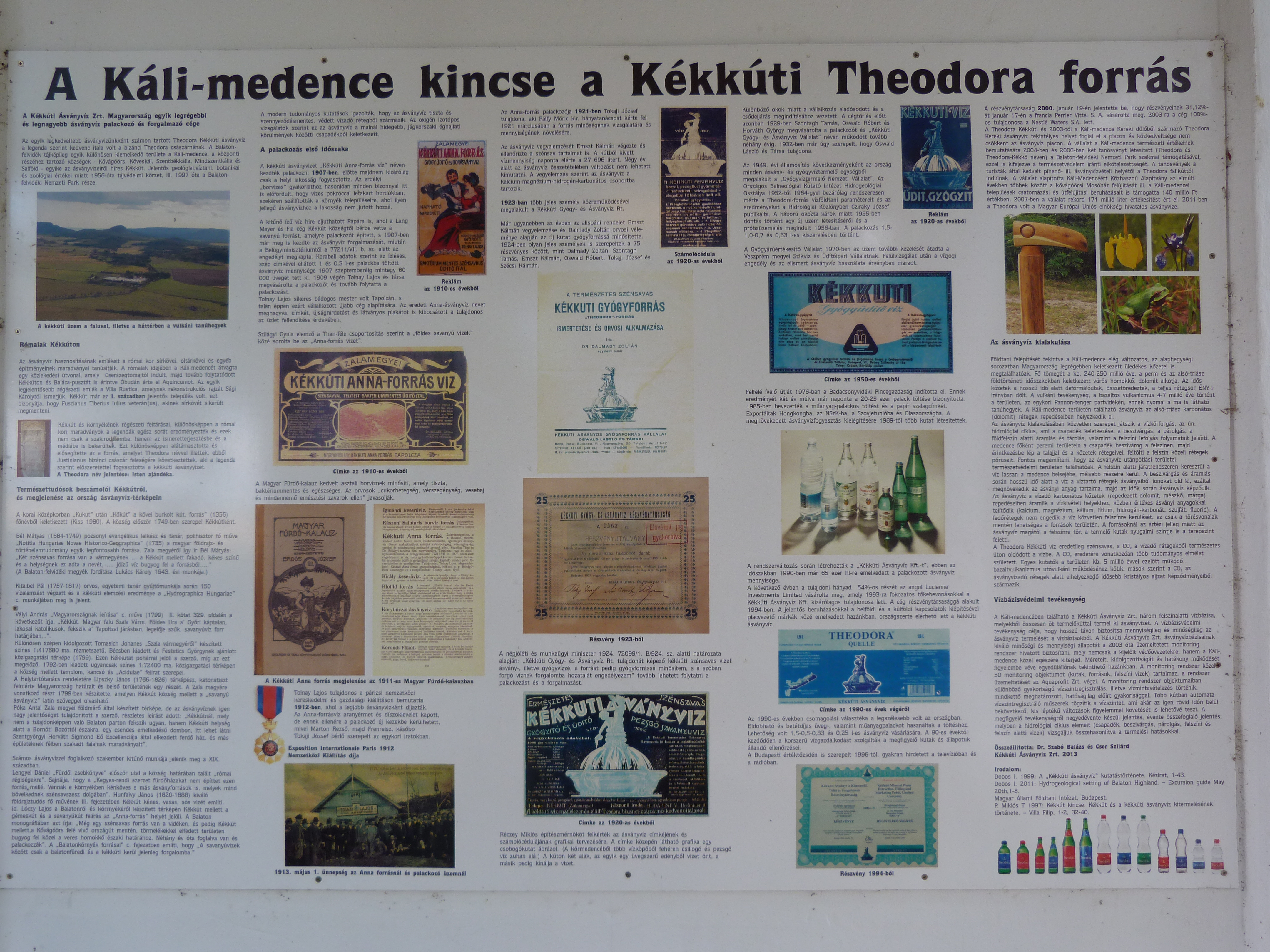
Informationstafel zur Mineralquelle
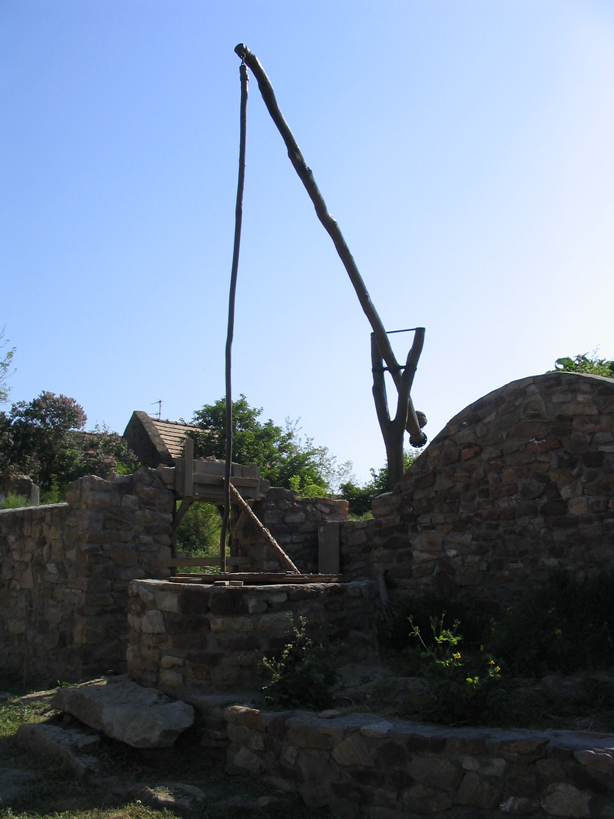
Ziehbrunnen in Kékkút
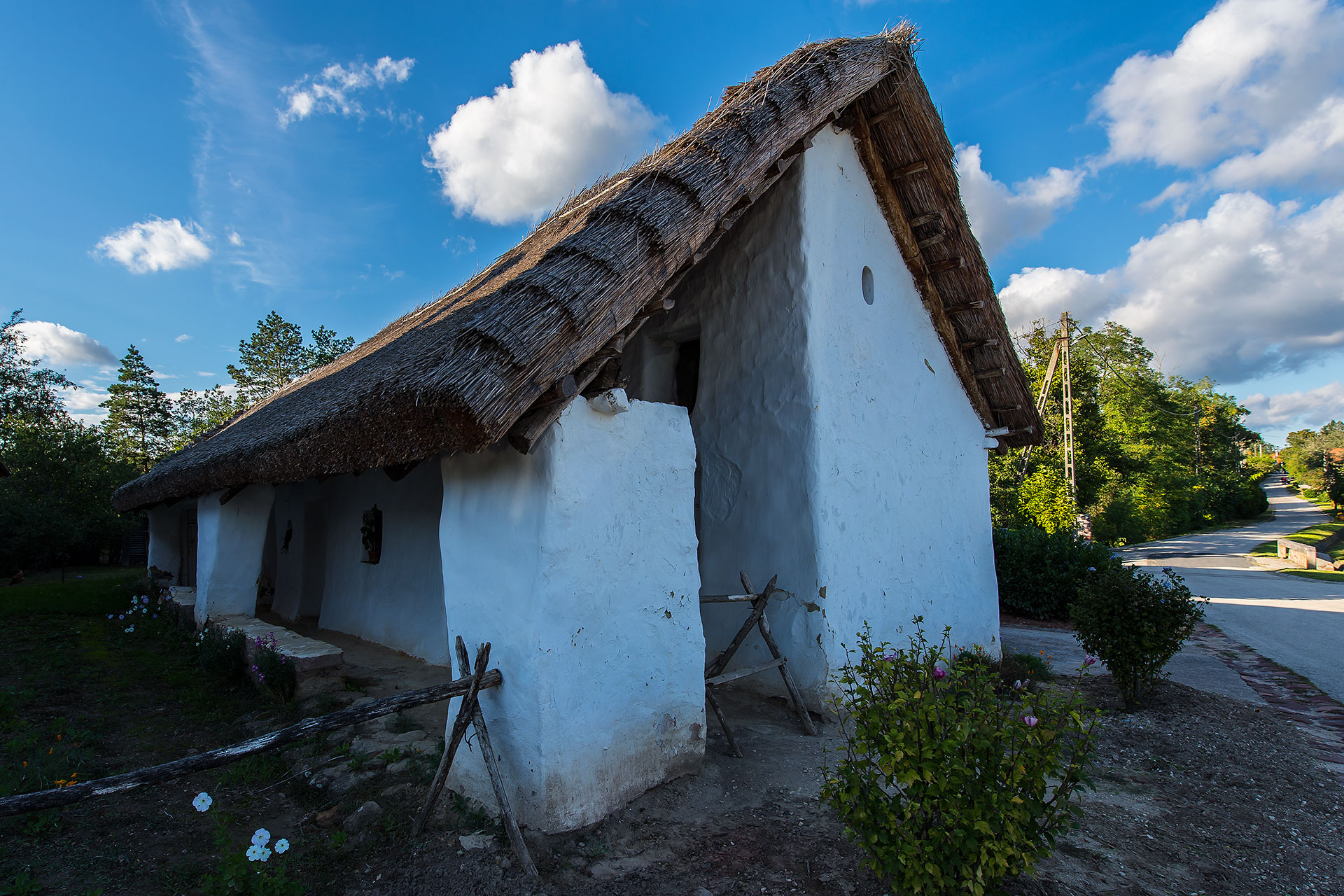
Heimatmuseum